# Urus-Martanowski rajon
Der Urus-Martanowski rajon (russisch Урус-Мартановский район; tschetschenisch Хьалха-Мартанан кӀошт) ist ein Rajon in der Tschetschenischen Republik in Russland. Er liegt südlich der Republikhauptstadt Grosny. Verwaltungszentrum ist die Stadt Urus-Martan.
Die Einwohnerzahl beträgt 120.585 (Stand 14. Oktober 2010; 2002: 101.163; 1997: 107.993).
Die größten Ortschaften neben Urus-Martan sind die Dörfer Goity und Gechi mit jeweils über 10.000 Einwohnern (2010).